# Кемпіна (Поморське воєводство)
Кемпіна (пол. Kępina) — село в Польщі, у гміні Штум Штумського повіту Поморського воєводства.
Населення — 167 осіб (2011).
У 1975-1998 роках село належало до Ельблонзького воєводства.

## Демографія
Демографічна структура станом на 31 березня 2011 року:
|          | Загалом | Допрацездатний вік | Працездатний вік | Постпрацездатний вік |
| -------- | ------- | ------------------ | ---------------- | -------------------- |
| Чоловіки | 95      | 33                 | 59               | 3                    |
| Жінки    | 72      | 21                 | 45               | 6                    |
| Разом    | 167     | 54                 | 104              | 9                    |